# Śmierć Komandora
Śmierć Komandora 騎士団長殺し (jap. Kishidanchō-goroshi) – powieść japońskiego pisarza Harukiego Murakamiego.
Książka została wydana pierwotnie w Japonii 24 lutego 2017 roku w dwóch tomach; Pojawia się idea 顕れるイデア編 (jap. Arawareru idea hen) i Metafora się zmienia 遷ろうメタファー編 (jap. Utsurou metafā hen). W Polsce natomiast wydana została nakładem wydawnictwem Muza 17 października 2018 (Tom 1) i 28 listopada 2018 (Tom 2), na język polski powieść przetłumaczyła Anna Zielińska-Elliott.

## Fabuła
Malarz w średnim wieku nagle zostaje porzucony przez swoją żonę; decyduje się on wyprowadzić z domu i podróżować po wyspie Honsiu. Po powrocie do Tokio przyjaciel artysty, którego poprosił o nocleg oferuje mu mieszkanie w opuszczonym domu, który niegdyś należał do jego ojca malarza. W odświeżonym otoczeniu główny bohater zaczyna wieść nowe, spokojne życie. Prowadzi lekcje malarstwa w Odawarze oraz romansuje z kobietami. Opuszczony niegdyś dom staje się miejscem odrodzenia i przemiany.

## Kontrowersje
W Hongkongu książka została ocenzurowana i jest sprzedawana tylko osobom powyżej 18 roku życia. Tłumaczenie Lai Ming Chu jest sprzedawane w przezroczystej folii z żółtą nalepką informującą, że zawiera treści określone po angielsku jako „offensive”. Jak przypuszcza dziennikarka gazety Mingpao z Hongkongu, decyzja została podjęta przez trybunał obsceniczności na podstawie częstego użycia słowa „penis” w książce oraz kontrowersyjnej sceny seksu, podczas której kobieta prosi o podduszanie podczas aktu. Decyzja ta została wyśmiana przez czytelników z Hongkongu w internecie.